# Руффини, Эрнесто
Эрне́сто Руффи́ни (итал. Ernesto Ruffini; 19 января 1888[…], Сан-Бенедетто-По, Ломбардия — 11 июня 1967[…], Палермо) — итальянский кардинал. Архиепископ Палермо с 11 октября 1945 по 11 июня 1967. Кардинал-священник с 18 февраля 1946, с титулом церкви Санта-Сабина с 22 февраля 1946.